# Luke Taylor (homme politique)
Luke Alexander Taylor est un homme politique britannique. Membre des Libéraux-démocrates, il est député de Sutton et Cheam depuis 2024.
Chambers siège actuellement au sein de l'équipe nationale des Libéraux-Démocrates en tant que porte-parole pour Londres.

## Biographie
Taylor grandit dans la campagne du Lincolnshire. Ses parents sont tous deux enseignants et son père, Neil Taylor, est conseiller libéral-démocrate à West Lindsey et candidat parlementaire.
Il fait ses études à l'école De Aston de Market Rasen et obtient ensuite une maîtrise en ingénierie aéronautique de l'Imperial College de Londres en 2004,. Il est conseiller libéral démocrate au conseil municipal de Sutton London pour Sutton West et East Cheam depuis 2022.